# Simulium maculatum
Simulium maculatum är en tvåvingeart som först beskrevs av Johann Wilhelm Meigen 1804.  Simulium maculatum ingår i släktet Simulium och familjen knott. Inga underarter finns listade i Catalogue of Life.